# Luciano Pignatta
Luciano Ariel Pignatta (Rosario, 5 dicembre 1980) è un calciatore argentino, attaccante del Malvito.

## Carriera
Ha iniziato nei giovanili del Central Cordoba realizzando in tutto 105 presenze e 26 gol. Quindi milita nel Sol de América (20 presenze e 4 gol nella massima serie paraguaiana), e successivamente arriva in Italia vestendo la maglia dello Sporting Genzano, scendendo in campo 20 volte e realizzando 18 gol. Dopo un anno al Potenza, dove non realizza nessun gol, ritorna al Genzano. Passa poi al Bitonto e successivamente al Sapri, con cui segna 14 gol in 30 partite, venendo poi tesserato dalla Scafatese. A gennaio si trasferisce alla Nocerina dove disputa 11 partite realizzando 2 gol.
Dalla stagione 2010-2011 fino al 2012 gioca nell'Ebolitana, in Serie D e successivamente in Lega Pro Seconda Divisione. Ha poi giocato in Serie D anche con Noto e Real Metapontino.
Passa poi al Rende e al Sorrento, collezionando in 2 anni varie presenze e anche molti gol.
La stagione successiva ritorna a Bitonto, e affianca attaccanti del calibro di Zotti e Manzari, pupilli per il campionato di Eccellenza, che lo assistono in modo perfetto, permettendogli di andare a bersaglio più volte nella stagione.

## Palmarès

### Club

#### Competizioni nazionali
- Coppa Italia Serie D: 1

Sapri: 2008-2009
- Serie D: 1

Ebolitana: 2010-2011 (Girone I)